# Hauptschlüssel-Erbstollen

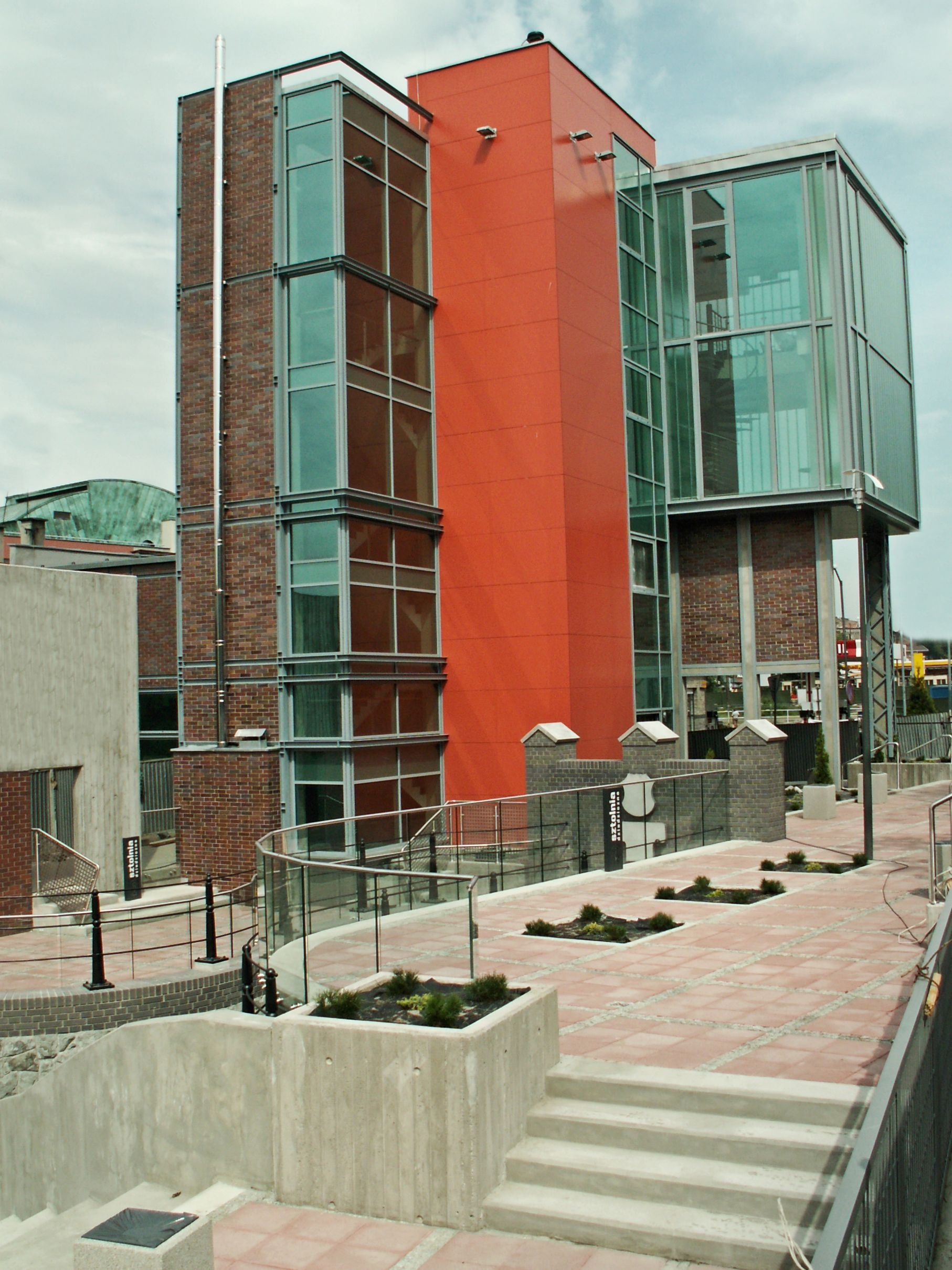
Die Touristeninformation in Zabrze und das Stollenmundloch in der Bildmitte

Der Hauptschlüssel-Erbstollen ist ein Bergbaustollen im Oberschlesischen Industriegebiet, der von 1799 bis 1863 zur Entwässerung erbaut wurde. Das Mundloch, an dem das gesamte Wasser zu Tage trat, befindet sich in der Stadt Zabrze (deutsch: Hindenburg OS). Er diente der Entwässerung der Königin-Luise-Grube in Zaborze und der Königsgrube der Königshütte in Königshütte OS und zum Transport der Bergbauerzeugnisse mit Booten zum Klodnitzkanal. Dies geschah auch über das Beuthener Wasser, das das Mundloch und den Kanal miteinander verband.

## Geschichte
Initiator und Planer des Erbstollenbaus war Graf Friedrich Wilhelm von Reden. Am 13. Juli 1799 begannen die Arbeiten an dem 14 Kilometer langen unterirdischen Bau vom damaligen Alt-Zabrze nach Königshütte. Am 18. Oktober 1800 fand die Einweihung des Hauptschlüssel-Erbstollens in Anwesenheit des Staatsministers Freiherr Karl August von Hardenberg und Graf Friedrich Wilhelm von Reden statt.
1951 wurde das schmuckvoll gestaltete Mundloch (mit der Jahreszahl 1791, dem Spruch „Glück auf!“ und einem Wappen mit den Bergbausymbolen Schlägel und Eisen und einer Krone im Schild) abgetragen, der Zugang zum Stollen vermauert. Seit 2008 wird das Gelände um den Stollenausgang revitalisiert und eine Touristeninformation wurde erbaut. Auch das Mundloch wurde wiederhergestellt. Eine Strecke des Erbstollens von 2,5 Kilometern Länge soll zukünftig für touristische Zwecke zugänglich gemacht werden.

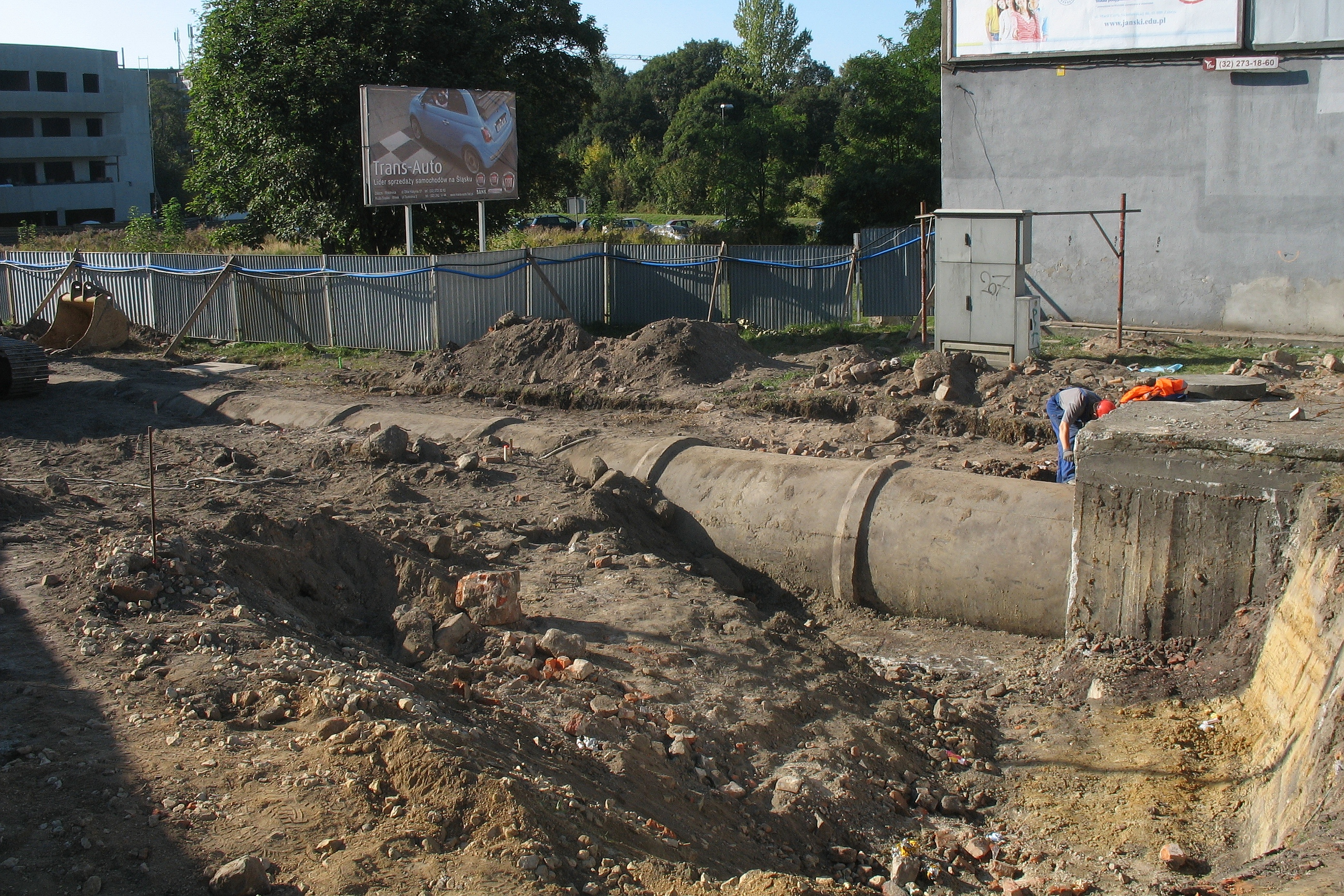
Der freigelegte Stollen
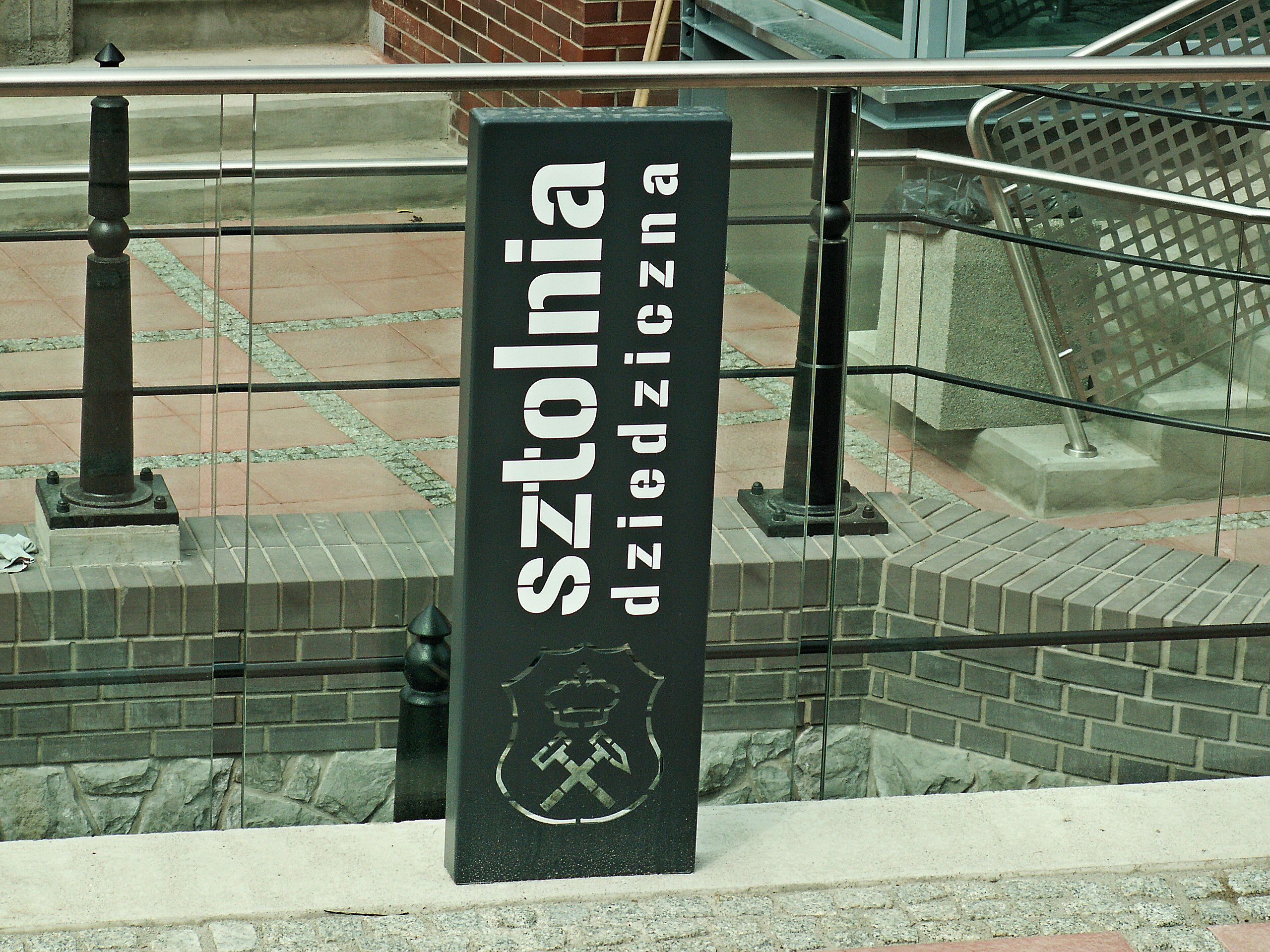
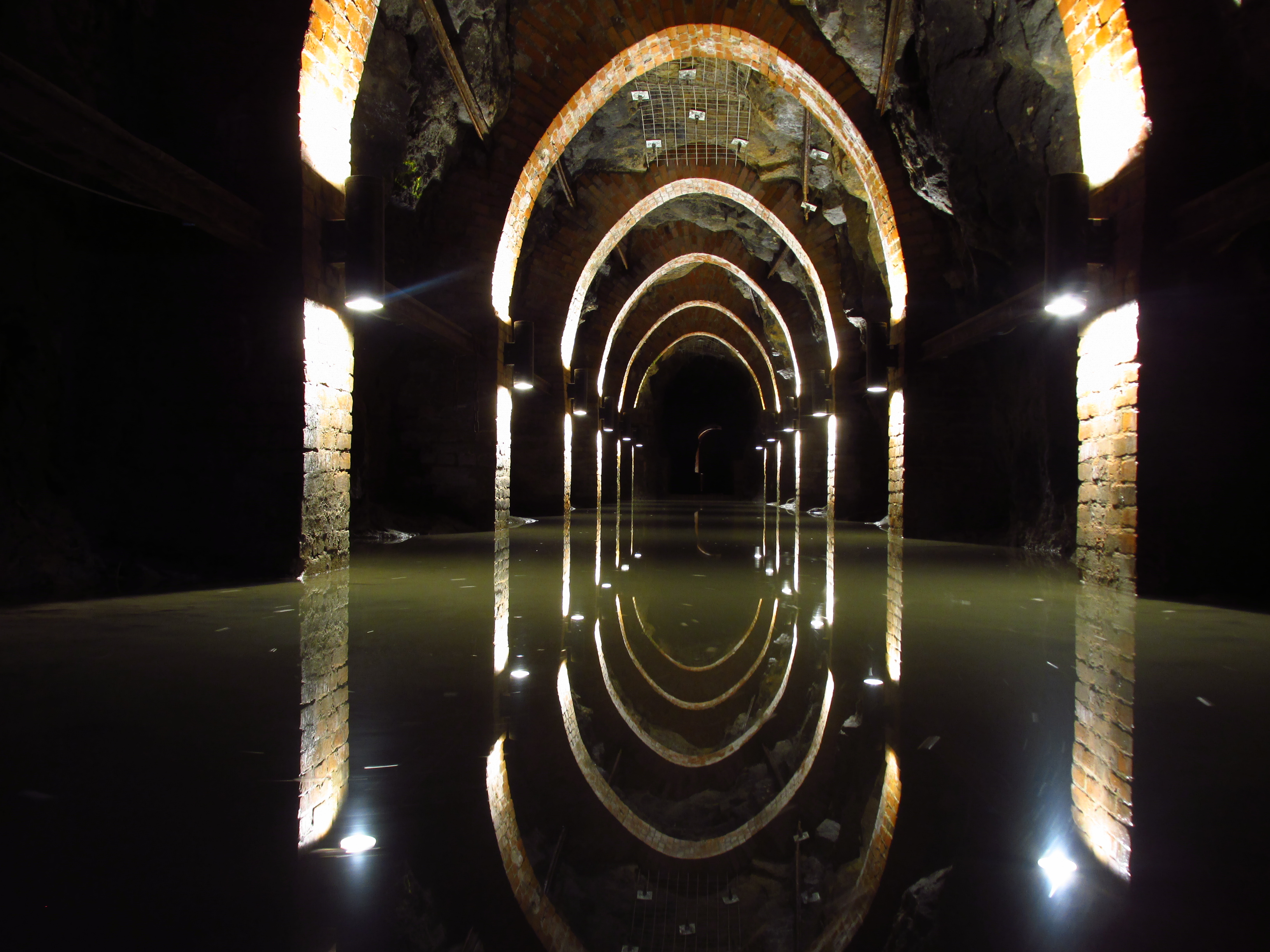